# مقاطعة إسكمبيا (ألاباما)
مقاطعة إسكمبيا (بالإنجليزية: Escambia County, Alabama)‏ هي إحدى مقاطعات ولاية ألاباما في الولايات المتحدة. تأسست سنة 1868، بلغ عدد سكانها 38319 نسمة في عام 2010 حسب إحصاء مكتب تعداد الولايات المتحدة وتصل الكثافة السكانية فيها 15.6 نسمة/كم2.

## وصلات خارجية
- www.co.escambia.al.us